# بوتیک (فیلم)
بوتیک یک فیلم ایرانی به کارگردانی حمید نعمت‌الله و محصول سال ۱۳۸۲ است. این فیلم برنده سیمرغ بلورین بهترین فیلم اول از بیست و دومین جشنواره فیلم فجر و گلشیفته فراهانی برنده بهترین بازیگر نقش اصلی زن از جشنواره سه قاره شد. در فیلم بازیگرانی چون گلشیفته فراهانی، محمدرضا گلزار، حامد بهداد، رضا رویگری، افسانه چهره آزاد و… به نقش‌آفرینی می‌پردازند.

## خلاصه فیلم
اتی (احترام) سهم خود را از خانه اجاره ایی که با دوستانش اجاره کرده نپرداخته و صاحب خانه قصد دارد آنها را بیرون کند. جهان (جهانگیر) جوانی که در بوتیک کار می‌کند مبلغ مورد نیاز اتی را فراهم می‌کند. اما اتی با آن مبلغ تصمیم می‌گیرد به خارج برود. سعی اتی برای تهیه کسری پولی که برای خارج رفتن نیاز دارد اتی را در موقعیت خطیری قرار می‌دهد.

## بازیگران
- محمدرضا گلزار در نقش جهانگیر (جهان)
- گلشیفته فراهانی در نقش احترام (اتی)
- رضا رویگری در نقش شاپوری
- حامد بهداد در نقش مهرداد
- افسانه چهره‌آزاد در نقش ژاله
- یوسف تیموری در نقش رضا
- افشین سنگ‌چاپ در نقش فرشید
- صبا کمالی در نقش مهرانگیز
- اکبر معززی در نقش دندانپزشک
- کاوه کاویان در نقش داوود
- علی علایی در نقش بهزاد